# Número 7 (álbum de JAF)
Número 7 es el séptimo álbum del músico argentino JAF, editado en 1997 por Pistas Candentes.

## Detalles
Este fue el primer álbum de su carrera editado de manera independiente, a través de su propio sello “Pistas Candentes”.
El disco consta de nueve temas compuestos, letra y música, por JAF. Fue registrado en los Estudios ION durante el mes de abril de 1997, esta vez con formato de power trio.
La tapa del álbum muestra una foto del rostro del artista sobre un fondo negro.

## Lista de canciones
| N.º | Título                                   | Duración |  |
| 1.  | «En tan solo un instante»                |          |  |
| 2.  | «A las dos de la catedral»               |          |  |
| 3.  | «Aquel viejo amor»                       |          |  |
| 4.  | «Mi banda de blues»                      |          |  |
| 5.  | «El perdido amor»                        |          |  |
| 6.  | «Mi blues»                               |          |  |
| 7.  | «Historia de verano»                     |          |  |
| 8.  | «Ocupa tu lugar»                         |          |  |
| 9.  | «Dame más (De todo lo que puedas darme)» |          |  |

## Créditos
- JAF: guitarra, voz líder
- Ricky "Griego" Alonso: batería
- German Wintter: bajo
- Omar Piñeyro: Teclados